# Радивілівська вулиця (Житомир)
Радивілівська вулиця — вулиця в Богунському районі міста Житомир.
Є напрямковим топонімом і названа на честь міста Радивилів.

## Розташування
Розташована на Мальованці, у тому числі на Закам'янці між вулицями Чуднівською та Симона Петлюри.

## Історія
Траса вулиці формувалася протягом другої половини ХІХ сторіччя — середини ХХ століття відповідно до запроєктованої конфігурації генеральним планом міста середини ХІХ століття, яким передбачалася радіально-кільцева структура вулиць.
Історична назва вулиці — Радзивілівська вулиця, що була надана наприкінці ХІХ століття.
На початку ХХ століття вулиця починалася від нинішнього 2-го Гранітного провулка та завершувалася північніше перехрестя з Каховською вулицею; сформувалася переважна частка забудови від Мальованського майдану до кінця вулиці та поодинокі садиби між 2-м Гранітним провулком та Мальованським майданом.
Станом на 1915 рік, Радзивілівська вулиця у передмістях Закам'янка, Мальованка.
Наприкінці 1930-х років Радзивілівська вулиця перейменована на Піонерську. До початку Другої світової війни забудова на проміжку між сучасними 2-м Гранітним провулком та Барашівською вулицею переважно сформувалася. Початок вулиці завершувався глухим кутом неподалік майбутнього провулка Якубця
У 1950-х роках здійснено прорізку ділянки вулиці між провулком Якубця та 2-м Гранітним провулком.
Відповідно до розпорядження Житомирського міського голови від 19 лютого 2016 року № 112 «Про перейменування топонімічних об'єктів та демонтаж пам'ятних знаків у м. Житомирі», вулиця Піонерська перейменована на вулицю Радивілівську.